# Deflació
|  | Per a altres significats, vegeu «Deflació (desambiguació)». |

En economia, la deflació és una baixada de l'índex de preus observada sobre un període prou llarg (diversos trimestres). És el fenomen contrari a la inflació, que representa una pujada dels preus, en canvi, la deflació, és a dir, una caiguda general i continuada dels preus de l'economia té efectes molt perjudicials en l'economia, pot generar un cercle viciós, ja que pot provocar una reducció de la despesa i la inversió, la qual cosa suposaria un menor creixement econòmic i un augment de l'atur.
La deflació no ha de ser confosa amb la desinflació o un alentiment de la inflació, és a dir una disminució sostinguda i gradual de la taxa d'inflació en una economia.
Quan es parla de deflació, sense especificar, es parla implícitament de la variació a la baixa de l'Índex de Preus al Consum (IPC). Però també es pot parlar per exemple de deflació sectorial, referit als preus d'un sector en particular.
En general, la causa més habitual d'un procés deflacionista és una caiguda important de la demanda agregada, derivada, per exemple, de l'esclat d'una bombolla d'actius, una crisi financera o un augment d'incertesa per motius geopolítics. La caiguda de l'activitat que provoca aquesta contracció de la demanda tendeix a reduir la taxa d'inflació, que es pot tornar negativa, en especial si parteix de nivells no gaire allunyats de zero.
La inflació i la deflació tenen una influència sobre el nivell d'activitat de l'economia en conjunt, afectant la producció, la renda i l'ocupació. La macroeconomia és la branca de l'economia que estudia els fenòmens de la inflació (pujada generalitzada i persistent del nivell mitjà de preus) i de la deflació (descens generalitzat i persistent del nivell mitjà de preus.

## Efectes nocius
La deflació té un impacte nociu sobre l'activitat a través de diversos canals. En primer lloc, augmenta el valor real dels deutes, la qual cosa ocasiona un increment d'impagats i de fallides. A més a més, en un context deflacionista, el preu dels actius també tendeix a disminuir, la qual cosa redueix el valor de les garanties dels préstecs i, per tant, augmenta les pèrdues per morositat de les entitats financeres. Atesa aquesta situació, els bancs incrementen la prima de risc que cobren pels seus préstecs i redueixen l'oferta de crèdit, situació que empitjora la recessió. Les empreses palanquejades veuen com disminueix el valor dels actius, però no el dels deutes. Això va fer que moltes companyies quedin en una situació de fort desequilibri patrimonial. Un entorn deflacionista també empeny a l'alça els salaris reals si són rígids a la baixa en termes nominals, de manera que s'ocasiona més destrucció de llocs de treball i s'allarga la recessió. Un empitjorament de la recessió agreuja la deflació i pot generar una espiral deflacionista difícil de neutralitzar.
Addicionalment, la deflació també impedeix a la política monetària estabilitzar l'economia a causa d'un mecanisme anomenat la trampa de liquiditat. Aquesta situació es dona quan en una economia monetària el tipus d'interès nominal ha baixat fins a gairebé o igual a zero per evitar una recessió i hi ha deflació, però la liquiditat que s'ha creat en el mercat per aquest tipus d'interès baix no estimula l'economia. En aquestes situacions, els inversors prefereixen guardar els diners en comptes bancaris d'efectiu a curt termini més que fent inversions a llarg termini, per evitar riscos. En baixar el nivell de preus augmenta la quantitat de béns i serveis que es poden adquirir amb els diners en efectiu i, per tant, desincentiva la inversió en actius productius a llarg termini, fet que pot agreujar una recessió i pot contribuir a la deflació. En una economia en la trampa de liquiditat, el fet que la producció sigui inferior al seu nivell natural, provoca un augment de la deflació al llarg del temps. L'augment de la deflació provoca una pujada del tipus d'interès real i una reducció encara més accentuada de la producció i la política monetària no hi pot pas fer res, ja que pot augmentar la producció fins a un límit, però pot no ser capaç de fer-la retornar al seu nivell natural.
A les èpoques de deflació els creditors i els perceptors de renda fixa tendeixen a guanyar a costa dels deutors i els perceptors de beneficis. Per als creditors, si els preus baixen entre el moment del préstec i el que els tornen els diners, obtenen més poder adquisitiu del que van prestar. Per a un comerciant, si compra béns i els ven més tard, en un període de deflació, li suposa una pèrdua. Les persones que conservin el seu lloc de treball disposaran d'un increment de la seva renda real. Els qui inverteixen en bons de l'estat que té uns rendiments en interès fix, hi sortiran guanyant en una profunda recessió. Per contra, per l'Estat la càrrega real del seu deute públic augmenta amb relació a la recaptació d'impostos i renda nacional.
Les comparacions en el temps en valors nominals són equívoques, per tant, cal un índex de preus pel període. Dividint els valors nominals per l'índex de preus s'obtenen els valors reals a preus constants. Per fer front als riscos de la inflació i deflació en els contractes es poden pactar en valors reals. En el cas que els pagaments els valors nominals estiguin actualitzats per un índex de preus es diu que els pagaments estan indexats.

## Com sortir de la deflació
El banc central pot reforçar el retorn a la inflació amb mesures concretes. Una possibilitat, fins i tot amb els tipus d'interès al voltant de zero, és generar una forta expansió de l'oferta monetària, la qual cosa, tard o d'hora, farà augmentar el nivell de preus. Una altra possibilitat per al banc central és intervenir per reduir els tipus d'interès a llarg termini, per exemple mitjançant la compra de deute públic. Una tercera possibilitat, relacionada amb les anteriors, consisteix a contribuir a finançar una política fiscal expansiva.
Si la deflació és local, una altra possible via per crear inflació és depreciar o devaluar la moneda.

## Història
Tot i que la gran preocupació de les últimes dècades ha estat la inflació, en èpoques anteriors sí que es van registrar etapes de descens de preus, alternades amb períodes inflacionistes. De fet, inflació i deflació són fenòmens d'origen monetari. En els temps del patró metàl·lic (or o plata), l'abundància o l'escassetat de moneda en circulació, relativa al nivell de producció de l'economia, determinava en bona part la pujada o la baixada de preus.
Al segle xix, els preus es van mantenir globalment estables, sobretot si es comparen amb els del segle xx, però, de fet, es van produir davallades dels preus en nombrosos anys, i no necessàriament vinculades a reculades de l'activitat.
Amb la substitució del patró metàl·lic per la moneda fiduciària, amb el suport d'un banc central nacional, el volum de moneda en circulació es va desvincular de les reserves metàl·liques. La discrecionalitat de la gestió monetària permetia ajustar l'oferta monetària a les oscil·lacions de la producció agrària i industrial, però, al mateix temps, constituïa una forta temptació per als estats àvids de fons per gastar. El banc central, que, en última instància, era el banquer de l'estat, sovint no tenia altre remei que expandir més del compte la seva oferta monetària. D'aquesta manera, el fenomen de la inflació es va generalitzar, les expectatives inflacionistes es van consolidar a la ment dels agents econòmics i, durant una bona part del segle xx, les pujades de preus van ser una de les principals preocupacions de la política econòmica.
Pel que fa a Espanya, des del final de la Guerra Civil espanyola, només en dos anys, el 1943 i el 1952, el nivell dels preus de consum es va col·locar per sota de l'exercici anterior.
En el transcurs del segle xx, els períodes de deflació han estat excepcionals. Després dels acords de Jamaica (1976), els bancs centrals han intentat evitar els períodes de deflació perquè moltes eines de la política monetària es fan en aquest cas ineficaces i la deflació pot conduir a una espiral deflacionista. La deflació té unes implicacions psicològiques perilloses: quan els consumidors són conscients que els preus tenen una tendència a la baixa, ajornen les compres i s'esperen a comprar a preus inferiors, i això encara contrau més el nivell de consum i fa més profunda la crisi. Aquesta espiral es propaga per l'expectativa que els preus cauran més en el futur, i la previsió de futures baixades fa que la inversió i el consum s'ajornin.

### Períodes històrics amb deflació
Els episodis històrics amb deflació més coneguts han sigut:

#### Països desenvolupats (1873-1896)
El període de 1873 a 1896 als països desenvolupats, marcat per una taxa de creixement econòmic elevada i una gran prosperitat econòmica.

#### La Gran depressió (1929-1939)
La Gran depressió (entre 1929 i 1939). La deflació d'aquest període és generalment explicada per la contracció monetària deguda a la greu crisi econòmica i la contracció del deute. Als Estats Units, l'Índex de preus al consum va caure el 24% entre 1930 i 1933. Es fa tractar d'una deflació no esperada, una caiguda del nivell de preus produïda per sorpresa, va provocar que els deutors, inclosos molts grangers i propietaris d'habitatges, experimentessin un increment molt elevat del valor real dels deutes que tenien, fet que va provocar moltes fallides va contribuir a crear una crisi bancària, per la incapacitat dels clients de tornar els préstecs als prestadors.

#### Japó (1990-2000)
El Japó és l'única de les grans economies que ha experimentat recentment un període de deflació entre en els anys 1990 i 2000. Va seguir la fallida borsària i immobiliària del 1991, conseqüència de la bombolla especulativa japonesa. Les explicacions econòmiques d'aquesta deflació són múltiples i no unànimes.
Fins al final dels anys vuitanta, l'economia japonesa es basava en dos pilars bàsics:
- l'important estalvi de les llars
- la intensa inversió de les empreses no financeres exportadores, que eren, i són, competitives.

Les seves grans oportunitats d'inversió es finançaven, gràcies a l'elevat estalvi, a un cost del deute molt baix. En conseqüència, aquestes companyies tenien un alt endeutament, amb un patrimoni net inferior al 20% del valor dels actius.
Llavors va arribar la correcció borsària de 1989, seguida d'un descens del preu dels immobles encara més dràstic. La capitalització borsària perdia, entre el final de 1989 i l'agost de 1998, el 49,5%. Per la seva banda, el preu del sòl a les sis principals ciutats del país va cedir el 59,9% del màxim assolit el 1990. Entre 1989 i 1997, la pèrdua de valor combinada de les diferents classes d'actius va pujar fins a 2,7 cops el PIB nominal de la que llavors era la segona economia del món. Una mica més de la meitat d'aquesta reculada es va concentrar al sector empresarial no financer.
La deflació japonesa va ser motivada per:
- la pèrdua del valor dels actius, financers i no financers[21]
- l'acceptació, en especial per part de les empreses no financeres, que els descensos serien duradors.
- el decreixement demogràfic japonès i la proximitat dels països emergents d'Àsia que van fer abaixar els preus de producció

En conseqüència, les empreses no financeres van passar a prioritzar el sanejament dels balanços, via reducció de deute, i van limitar així les noves inversions.